# Ninigo

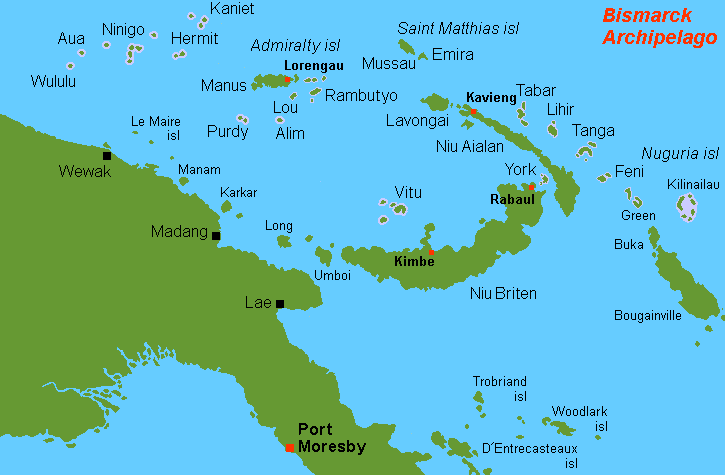
Mappa dell'arcipelago di Bismark. Le isole Ninigo sono in alto a sinistra

Le isole Ninigo sono un gruppo di 31 isole, all'interno del gruppo delle isole Occidentali facente parte a sua volta dell'arcipelago di Bismarck, appartenenti a Papua Nuova Guinea. Le loro coordinate sono 1°16′S 144°15′E.

## Geografia
L'arcipelago si trova circa 1000 km a nord-est di Port Moresby, capitale di Papua Nuova Guinea e a 255 km a nord-ovest del capoluogo dell'isola di Manus.
Il gruppo è composto da 3 grandi atolli:
- Ninigo, l'atollo che dà il nome a tutto il gruppo. Lungo circa 34 km e largo 18, formato dall'isola principale Mal, e da una trentina più piccole (di cui quattro sono abitate: Pihon, Amik, Mal, Lau);
- Pelleluhu, lungo 9 km e largo 8 km, formato dall'isola principale Pelleluhu, e da 13 isole minori;
- Heina, circa 5 km a nord-est da Pelleluhu, costituito da 6 isolette;

e cinque atolli minori:
- Liot', Sama, Sumusama, Awin e Manu

## Storia
Il primo avvistamento, da parte degli europei, delle isole Ninigo fu quello del navigatore spagnolo Íñigo Ortiz de Retes, il 27 luglio 1545, che, a bordo della sua caracca San Juan, stava cercando di tornare da Tidore alla Nuova Spagna. Ne tracciò la posizione, chiamandole La barbada.

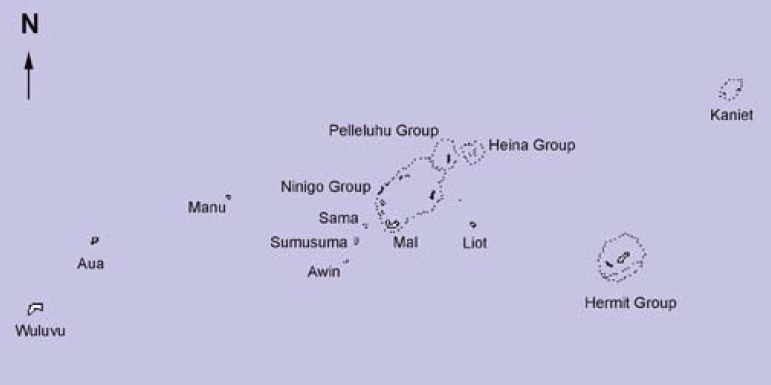
Mappa delle isole Occidentali dell'arcipelago delle Bismarck. Le Ninigo sono collocate al centro.